# Samuel J. Seymour
Pour les articles homonymes, voir Seymour (patronyme).
Samuel James Seymour, né le 28 mars 1860 à Easton (Maryland) et mort le 12 avril 1956 Comté d'Arlington est un Américain connu pour avoir été le dernier témoin de l'assassinat d'Abraham Lincoln.

## Biographie
Seymour est originaire du comté de Talbot, dans le Maryland. Ses parents, George et Susan Seymour, possédaient une ferme près d'Easton, dans le Maryland. Plus tard, il vécut à Arlington, en Virginie. Il y travaille comme charpentier et entrepreneur et vit la majeure partie de sa vie à Baltimore. Il épouse Mary Rebecca Twilley. Il est décédé le 12 avril 1956 au domicile de sa fille à Arlington, laissant dans le deuil cinq enfants, treize petits-enfants et 35 arrière-petits-enfants. Il est enterré au cimetière Loudon Park de Baltimore.

## Témoin de l'assassinat de Lincoln
Le 14 avril 1865, alors que Seymour avait cinq ans, Sarah Cook, sa nounou, ainsi que sa marraine Mme Goldsborough, qui était l'épouse de l'employeur de son père, l'emmène assister à la pièce Our American Cousin au théâtre Ford à Washington. Ils s’assirent alors au balcon situé de l'autre côté de la salle par rapport à la loge présidentielle. Il vit Lincoln entrer dans la loge, faisant un signe de la main et souriant. Plus tard, il déclara :
« All of a sudden a shot rang out ... and someone in the President's box screamed. I saw Lincoln slumped forward in his seat. »
« Tout à coup, un coup de feu retentit... et quelqu'un dans la loge du président cria. Je vis Lincoln s'affaisser sur son siège. »
Seymour regarda John Wilkes Booth sauter de la loge sur la scène. Il se souvint que, ne comprenant pas ce qui était arrivé à Lincoln, il était très inquiet pour Booth, qui s'était cassé la jambe en sautant.
En 1954, Seymour donna son récit de l'assassinat à la journaliste Frances Spatz Leighton.

## Apparition dans l'émissionI've Got a Secret
Exactement neuf semaines avant sa mort, Seymour est apparu le 9 février 1956 dans l'émission télévisée I've Got a Secret sur CBS. Après son arrivée à New York, il fait une chute qui l'a laissé avec un gonflement au-dessus de l'œil droit. L'animateur Garry Moore, après avoir fait monter Seymour sur scène, explique que les producteurs de l'émission et lui-même avaient insisté pour que Seymour renonce à sa participation à l'émission, mais que le médecin de Seymour ayant laissé le choix à son patient Seymour a déclaré qu'il ne voulait pas rater l'émission.
Pendant le jeu, Seymour a d'abord été interrogé par l'acteur Bill Cullen, qui a rapidement supposé, à partir de l'âge de Seymour, que son secret était en quelque sorte lié à la guerre civile américaine, puis a correctement deviné qu'il avait une signification politique et impliquait une personnalité politique. Jayne Meadows a alors deviné que la personnalité politique était Lincoln (après qu'un autre candidat eut chuchoté en plaisantant " McKinley "), et enfin que Seymour avait été témoin de l'assassinat de Lincoln. Les règles de l'émission étaient qu'il gagnerait 20 $ pour chacun des quatre panélistes qui n'auraient pas deviné son secret. Puisque le secret a été deviné par Jayne Meadows, la deuxième des quatre panélistes, il n'aurait normalement gagné que 20 $, mais l'hôte a décidé d'attribuer la totalité du des 80 $ à Seymour pour son courage à apparaître dans l'émission. Comme Seymour fumait une pipe plutôt que des cigarettes, le sponsor de l'émission, la RJ Reynolds Tobacco Company, lui a donné une canette de tabac à pipe Prince Albert au lieu du prix habituel d'une cartouche de cigarettes Winston.